# Ancre
L'Ancre è un fiume della Francia.
Il corso d'acqua, lungo circa 37 chilometri con andamento da nord-est a sud-ovest, nasce nelle vicinanze del comune di Miraumont nella regione dell'Alta Francia, per poi confluire dal lato destro nel corso del più ampio fiume Somme nelle vicinanze del comune di Corbie; il principale centro urbano attraversato dal fiume è la città di Albert.